# Caroline Graham
Caroline Graham, född 17 juli 1931 i Nuneaton, Warwickshire, är en brittisk författare. Hon har bland annat skrivit sju deckare om den fiktive kriminalkommissarie Barnaby, vilka legat till grund för den populära tv-serien Morden i Midsomer, där de fem första avsnitten bygger på fem av böckerna i serien. Två av böckerna om kommissarie Barnaby har inte filmats.
Hennes första bok om kommissarie Barnaby, Morden i Badger's Drift, utsågs av Crime Writers' Association till en av de hundra bästa deckarromanerna någonsin.
Förutom böckerna om kommissarie Barnaby har hon skrivit flera pjäser för radio och teater samt två barnböcker. Caroline Graham bor i Suffolk, England.
De tre första böckerna om kommissarie Barnaby gavs ut av Ekholm & Tegebjer förlag på svenska under 2008: Morden i Badgers Drift, En tragisk mans död och Döden i förklädnad.  2009 kom den fjärde boken Skrivet i blod.